# Бордовий колір
Бордо або бордовий (від фр. bordeaux) — червоно-фіолетовий відтінок червоного кольору, темніший від багряного. Це колір червоного вина з міста Бордо, буряку Бордо, колір антоціанових сполук з червоних сортів винограду в кислому середовищі.

## Історія
Як назва кольору слово «бордо» використовується з 1891 року. Вже за 10 років від нього утворений прикметник «бордовий» (спершу як діалектне і у формі «бардовий» або «бурдовий»), яке в нинішньому вигляді фіксується словниками з 1935 року. Певний час нормативним вважалося слово «бордо», але з часом його майже витіснило словосполучення «бордовий колір». Сучасний український інтернет (пошукова машина Апорт, 2008) дає співвідношення словокористування слів бордо/бордовий близько до 1/100.